# Hugo Maradona
Hugo Hernán Maradona (Lanús, 9 mei 1969 – Monte di Procida, 28 december 2021) was een Argentijns voetballer en voetbaltrainer.

## Biografie
Maradona was de negen jaar jongere broer van Diego Maradona. Net als zijn broer begon hij zijn loopbaan bij Argentinos Juniors. Ook hij ging naar Europa.  Hij speelde, echter met minder succes dan zijn broer, in Italië bij Ascoli, daarna in Spanje, in Oostenrijk en andere landen, voordat hij in Japan met Avispa Fukuoka succes boekte. Met deze club promoveerde hij in 1995 naar de J-League en hij was dat seizoen topscorer met 27 doelpunten. In 2000 beëindigde hij zijn spelersloopbaan.
Aansluitend werd hij trainer en werkte in de Verenigde Staten bij universiteitsteams. Ook trainde hij de Puerto Rico Islanders.
Hugo Maradona stierf thuis, in de omgeving van Napels, op 52-jarige leeftijd aan een hartaanval.